# Ilijana Dugandžić
Ilijana Dugandžić (ur. 17 kwietnia 1981) – chorwacka siatkarka, gra jako środkowa.
Obecnie występuje w drużynie İqtisadçı Baku.